# 聖馬可廣場 (札格瑞布)

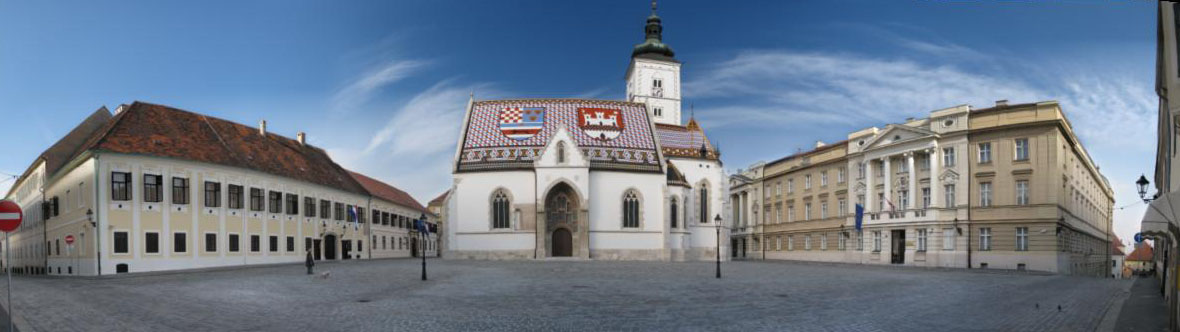
從左至右：克羅埃西亞政府大廈、聖馬爾谷教堂和克羅埃西亞國會大廈

聖馬可廣場是位於克羅埃西亞首都札格瑞布的一座廣場。聖馬爾谷教堂就位於廣場中央。此外克羅埃西亞政府大廈、克羅埃西亞國會大廈等重要建築也位於這裡。2006年，聖馬可廣場實施了改造工程。2005年8月開始，克羅埃西亞政府曾下令禁止在這裡舉行抗議活動。禁令在2012年解除。這裡也是克羅埃西亞總統的就職地點。